# Kašmirska osvobodilna fronta
Kašmirska osvobodilna fronta je bila islamistična teroristična skupina, ki je aktivno delovala v letih 1977 in 1994, pri čemer si je prizadevala za samostojnost Kašmirja tako od Pakistana kot od Indije.
Vodja skupine je bil Amanulah Kan. Skupino je podpirala tudi Inter-Service Intelligence, pakistanska obveščevalna služba.